# Гульницкий, Леонид Викентьевич
Леонид Викентьевич Гульницкий (4 апреля 1908 года, Барановичи, Новогрудский уезд, Минская губерния, Российская империя — 6 декабря 1991 года, Алма-Ата, Казахская ССР, СССР) — советский казахстанский учёный, доктор физико-математических наук (1951). Заслуженный деятель науки Казахской ССР (1958).

## Биография
В 1930 году окончил физико-математический факультет Белорусского государственного университета. После окончания БГУ два года работал преподавателем физики Погостищанской ШКМ в Лиозненском районе. В 1932 году награждён грамотой «ударника Лиозненского района» за образцовую педагогическую и общественную работу.
С организацией Белорусской геофизической обсерватории стал работать старшим научным сотрудником, являясь руководителем группы актинометрии с 1934 по июнь 1941 года. С началом войны эвакуирован в Казахстан.
В 1941—1946 гг. — заведующий отделом, директор Алматинской геофизической обсерватории.
С 1945 года до конца жизни — заведующий кафедрой физики в Казахском политехническом институте; также был заведующим сектором, заместителем директора в Астрофизическом институте Академии наук Казахской ССР.
Опубликовал свыше 150 работ, две монографии, стал автором 15 изобретений. Был признанным руководителем казахской школы физиков, под его руководством защитились более 20 молодых учёных.

## Научная деятельность
Основные труды в области логико-теоретических основ современной физики, актинометрии радиационной метрологии.

## Награды
Награждён двумя орденами Ленина, орденом Трудового Красного Знамени, четырьмя медалями.

## Сочинения
- Рациональная методика определения элементов радиационного обмена атмосферы. — Алма-Ата, 1949.

## Семья
- Жена(первый брак) — Ляховская Галина Ивановна 1909 г.р.
- Жена(второй брак) — Тамара Викторовна.
- Дети от первого брака — сыновья Валерий и Лев. Сын Валерий (1931), горный инженер-геофизик, кандидат геолого-минералогических наук, стал крупным специалистом в области геологии и геофизики Казахстана.[3]. Ныне активист Белорусского культурного центра в Алматы. Дети от второго брака — Борис, Людмила, Николай.